# Шахриханський район

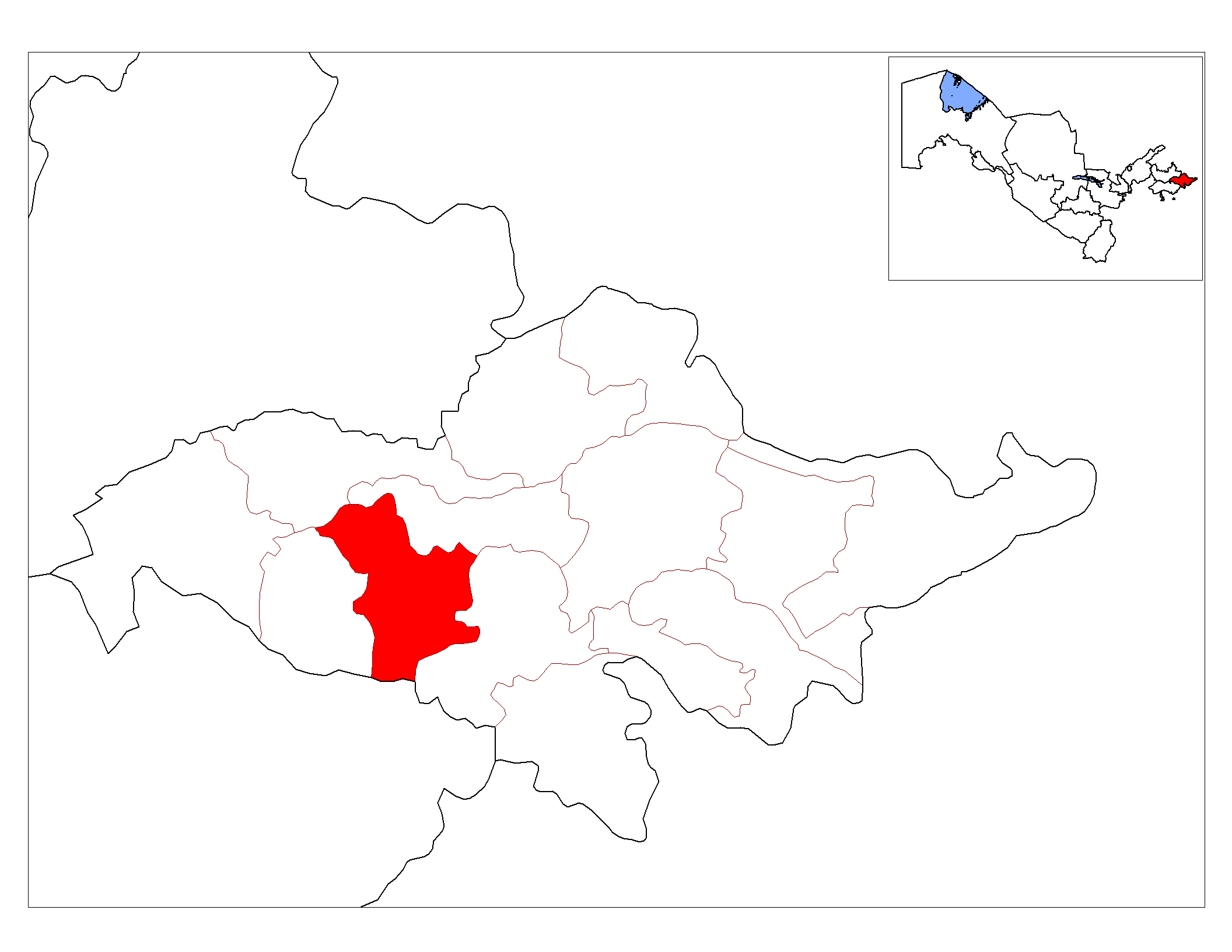
Розташування району на карті області

Шахриха́нський район (колишній Московський район; узб. Шаҳрихон тумани, Shahrixon tumani) — один з 14 районів Андижанської області Узбекистану. Розташований в західній її частині. Адміністративний центр — місто Шахрихан.
Утворений 29 вересня 1926 року.
Площа району становить 330 км².
Населення становить 227,5 тис. осіб. Більшу частину складають узбеки. Проживають також росіяни, татари, киргизи, таджики, уйгури, казахи та інші народи. Щільність населення становить 680 чол./км².
Район складається з 1 міста (шахарі) — Шахрихан та 12 сільських рад (кішлак-фукаролар-їгині) — Абдубай, Ґулістан, Назармахрам, Найнава, Пахтаабад, Таштепа, Чужа, Юкарі-Шахрихан, Янгіюл, Узбекистан, Урта-Шахрихан, Хакікат.

## Природа
Район розташований в широкій долині Шахрихансаю, на рівнині між адирами Кува-Андижан та Карадар'єю. Середня висота 400—680 м. Верхня частина рівнини утворена алювіальними відкладами четвертинного періоду.
Клімат континентальний, зима м'яка, літо тепле. Пересічні температури липня +27-29 °C, січня −2,5-3,2 °C. Вегетаційний період становить 212—216 днів. За рік випадає в середньому 300—350 мм опадів.
Територією району проходять канали — Великий Ферганський канал та Шахрихансай.
Ґрунти сіроземи, лучні сіроземи, болотисто-лучні. Деякі ділянки — піщані.
На цілинних ділянках зростають пальчатка, очерет, осока, янтак, перлівниця Лемана, паслін, портулак городній, лебеда, м'ята, хвощ, сорго. Серед диких тварин поширені лисиця, заєць, птахи (шилодзьобка, горобець, ластівка, перепілка, ворона, лелека, сорока, горлянка).